# Ахмед, Атик
Атик Ахмед (10 августа 1962, Аллахабад — 15 апреля 2023, Праяградж) — индийский гангстер, ставший политиком. Был членом индийского парламента и Законодательного собрания штата Уттар-Прадеш от партии Самаджвади. Против Ахмеда было зарегистрировано более 160 уголовных дел, и он участвовал в нескольких выборах из тюрьмы. По состоянию на март 2023 года полиция штата Уттар-Прадеш конфисковала принадлежащую Ахмеду и его семье недвижимость на сумму 6,84 млрд фунтов стерлингов. В 2019 году он был осуждён за похищение свидетеля, давшего показания против него по делу об убийстве в 2005 году его политического соперника Раджу Пала. Ахмед оставался в тюрьме до его убийства боевиками по пути на назначенное судом медицинское обследование 15 апреля 2023 года.

## Ранняя и личная жизнь
Родился 29 августа 1962 года в бедной семье. Его отец был возницей в Аллахабаде.
Ахмед был женат на Шайсте Правин. У пары было пятеро сыновей. Брат Ахмеда Халид Азим (он же Ашраф) также был бывшим членом MLA от партии Самаджвади.

## Политическая карьера

### Вхождение в политику
Ахмед вошёл в политику в 1989 году, получив место в MLA в Западном Аллахабаде в качестве независимого кандидата. Он сохранил своё место на выборах в ассамблею штата Уттар-Прадеш в 1991 и 1993 годах, а затем выиграл это место в 1996 году как член Самаджвади парти (СП).

### Как член Лок Сабха
В 1999 году покинул SP и стал президентом Apna Dal (Kamerawadi), завоевав место в Аллахабаде Запад в 2002 году. Он вернулся в СП в 2003 году. В 2004 году Ахмед был избран членом парламента Лок Сабха от Пхулпура, после чего ушёл в отставку со своего места в MLA в Аллахабаде.
В 2007 году был исключён из СП после того, как предоставил защиту мужчинам в связи с обвинениями в изнасиловании в медресе и массовым протестом, вызванным этим событием.
На всеобщих выборах в Индии в 2009 году Атику Ахмеду было разрешено баллотироваться на выборах, поскольку он ещё не был осуждён ни по одному уголовному делу. Однако Самаджвади парти исключила его в 2008 году, и Маявати отказал ему в мандате от BSP. Позже он участвовал в выборах в качестве кандидата от партии Апна Дал в Пратапгархе, но проиграл выборы.

### Участие из тюрьмы
Ахмед участвовал в выборах 2012 года в Уттар-Прадеше под знаменем Апна Дал от избирательного округа Аллахабад (Запад). Он подал свою кандидатуру из тюрьмы. Он подал апелляцию об освобождении под залог в Верховном суде Аллахабада, но десять судей отказались рассматривать дело. В конце концов за дело взялся одиннадцатый судья, и перед выборами его отпустили под залог. Однако место досталось вдове Раджу Пала, Пуджа Пал.
В 2014 году вернулся в Самаджвади парти и участвовал в национальных выборах в избирательном округе Шравасти. Получил четверть голосов, но проиграл почти 100 000 голосов Даддану Мишре из Бхаратия джаната парти. 

## Избирательная история
Ахмед был избран 5 раз MLA и 1 раз депутатом Лок Сабха.
| #  | От      | К       | Позиция                                                 | Партия   |
| -- | ------- | ------- | ------------------------------------------------------- | -------- |
| 1. | 1989 г. | 1991 г. | MLA (1-й срок) от Западного Аллахабада                  | ИНД      |
| 2. | 1991 г. | 1993 г. | MLA (2-й срок) от Западного Аллахабада                  | ИНД      |
| 3. | 1993 г. | 1996 г. | MLA (3-й срок) от Западного Аллахабада                  | ИНД      |
| 4. | 1996 г. | 2002 г. | MLA (4-й срок) от Западного Аллахабада                  | СП       |
| 5. | 2002 г. | 2004 г. | MLA (5-й срок) от Западного Аллахабада                  | Апна Дал |
| 6. | 2004 г. | 2009 г. | член парламента (1-й срок) в 14-м Лок Сабха от Пхулпура | СП       |

## Уголовные дела

### Знакомство с преступностью
Ахмед вошел в мир преступности, воруя уголь из поездов и продавая его с целью получения прибыли. Позже перешёл к угрозам подрядчикам за получение государственных тендеров на железнодорожный металлолом. Его первая судимость имела место в 1979 году, когда его обвинили в убийстве в Аллахабаде. Здесь он построил свою криминальную сеть. Он также стал первым человеком, привлечённым к уголовной ответственности по Закону о гангстерах в штате Уттар-Прадеш.
В первые годы Ахмед тесно сотрудничал с другими известными членами мафии в Аллахабаде, а именно с Чанд Баба. После встречи со своим крупнейшим конкурентом Шаукатом Илахи в 1990 году Ахмед стал очень могущественным и прославился вымогательствами, похищением людей и убийствами.

### Убийство Раджу Пала
В 2004 году Ахмед освободил место в MLA в Западном Аллахабаде, чтобы стать депутатом от Пхулпура в качестве члена СП. Вместо него его младший брат Халид Азим участвовал в дополнительных выборах и проиграл кандидату от БСП Раджу Палу. В 2005 году Раджу Пал был застрелен, и Халид Азим смог победить на следующих дополнительных выборах и получить место в MLA.
Ахмед был назван и арестован как главный обвиняемый по этому делу, но позже был освобождён под залог. Ахмед смог сохранять теневую власть даже находясь за решёткой.
После того, как Маявати пришла к власти в качестве главного министра штата, она усилила на него давление. Он сдался и был арестован в 2008 году.

### Дело о нападении на сотрудников университета
14 декабря 2016 года сотрудники Университета сельского хозяйства, технологий и наук Сэма Хиггинботтома якобы подверглись нападению со стороны Ахмеда и его сообщников за то, что запретили двум студентам сдавать экзамены после того, как те были уличены в мошенничестве. Видео, на котором Ахмед избивает учителя и сотрудников университета, было широко распространено в Интернете. На следующий день Ахмеда арестовали. 10 февраля 2017 года Высокий суд Аллахабада рассмотрел уголовное дело Ахмеда, а также поручил суперинтенданту полиции Аллахабада арестовать всех обвиняемых по этому делу. Полиция арестовала Ахмеда 11 февраля, после чего он был заключён под стражу на 14 суток.

### Похищение и убийство Умеша Пала
В 2019 году Ахмед был осуждён за похищение Умеша Пала, ключевого свидетеля, давшего показания против Ахмеда по делу об убийстве Раджу Пала. 24 февраля 2023 года Умеш Пал был убит во время перестрелки и взрыва бомбы. Ахмед был главным подозреваемым в этом деле об убийстве. Сообвиняемыми были брат Ахмеда Ашраф, сын Асад и соратник Гудду Муслим, изготовитель бомб, который якобы бросил бомбу в Умеша Пала и был причастен к другим насильственным преступлениям.
Ахмеда перевели из центральной тюрьмы Праяградж в тюрьму Сабармати в Ахмедабаде в июне 2019 года.

## Смерть
13 апреля 2023 года сын Ахмеда, Асад, разыскиваемый по делу об убийстве Умеша Пала, был убит в ходе столкновения во время действий в Джханси со специальной оперативной группой полиции штата Уттар-Прадеш.
15 апреля 2023 года, когда Ахмеда сопровождали для судебного медицинского осмотра в присутствии полиции в Аллахабаде, ему в голову выстрелили в упор из пистолета «Зигана», что привело к его смерти. Ашраф Ахмед также был убит в результате нападения, которое было заснято и транслировалось в прямом эфире по телевидению. Во время стрельбы братья были окружены сотрудниками полиции. Трое преступников выдавали себя за сотрудников СМИ и не пытались скрыться после нападения, а вместо этого сдались, выкрикивая лозунг «Джай Шри Рам» (Слава Господу Раме). Они были арестованы.